# Anolis garmani
Espèce
Synonymes
- Lacerta bullaris Linnaeus, 1758
- Norops garmani (Stejneger, 1899)

Anolis garmani est une espèce de sauriens de la famille des Dactyloidae.

## Répartition
Cette espèce se rencontre en Jamaïque et aux îles Caïmans.
Elle a été introduite en Floride aux États-Unis.

## Description
Les mâles mesurent jusqu'à 131 mm et les femelles jusqu'à 80 mm.

## Étymologie
Cette espèce est nommée en l'honneur de Samuel Garman.

## Publication originale
- Stejneger, 1899 : A new name for the great crested Anolis of Jamaica. American Naturalist, vol. 33, p. 601-602 (texte intégral).